# Jaume Satrilla
Jaume Satrill (? - 30 de març de 1374) fou bisbe de Girona. Era canonge de la Catedral de Girona i Ardiaca de la Selva. Amb cabiscol pregaren al papa Gregori XI la concessió de 93 capellanies per a les distribucions quotidianes dels canonges, per tal que es disposés el cor de l'església a totes les hores canòniques.